# 周庄镇 (兴化市)
周庄镇，是中华人民共和国江苏省泰州市兴化市下辖的一个乡镇级行政单位。

## 行政区划
周庄镇下辖以下地区：
边城社区、周庄社区、薛庄村、周郊村、邬牛村、颜吕村、殷庄村、周泽村、东坂村、黄界村、西边城村、官庄村、胡官村、东浒村、伍张村、周北村、夏泊村、边城一村、边城二村、西浒村、西坂伦村、江孙庄村、祁沟村、农兴村、腾马村和大同村。